# Шлапка, Адам
Адам Станислав Шлапка (пол. Adam Stanisław Szłapka; род. 6 декабря 1984 года в Косьцяне) — польский политический и общественный деятель, председатель партии «Современная» и депутат Сейма VIII, IX и X созывов от 36-го (2015-2019) и 39-го (с 2019) избирательных округов. С 2023 года министр по делам Европейского союза.

## Биография

### Ранние годы и образование
Адам Шлапка родился 6 декабря 1984 года в Косьцяне.
В 2008 году окончил Университет имени Адама Мицкевича в Познани, а в 2012 факультет международной политики в  Польском институте международных отношений.

### Общественная и политическая деятельность
Был активистом молодёжной организации Союза Свободы → Демократической партии — demokraci.pl. С 2006 по 2012 был Генеральным секретарем организации.
С 2006 по 2010 был депутатом и заместителем председателя Городского совета Косьцяна.
Был директором Projekt: Polska, где занимался организацией проектов «Вместе 89» и «Поколение солидарности».
В 2011 — 2015, во время президентства Бронислава Коморовского, работал в Канцелярии Президента Польши.
В 2015 стал Генеральным секретарем партии Современная.
Баллотировался в Сейм Польши на парламентских выборах в 2015 году от Калишского округа №36 по партийному списку Nowoczesna и получил мандат депутата. В Сейме состоял в Комиссии по иностранным делам и Комиссии по делам спецслужб.
В 2019 году был переизбран в Сейм от Гражданской коалиции, получив 51 951 голос.
24 ноября 2019 сменил Катажину Любнауер на посту председателя партии Современная.